# کوه کوزجک
کوه کوزجک (به صربی: Kozjak) یک کوه در صربستان است که در Staro Nagoričane Municipality واقع شده‌است. کوه کوزجک ۱٬۲۸۴ متر بالاتر از سطح دریا واقع شده‌است.